# Oidaematophorus balanotes
The Baccharis Borer (Oidaematophorus balanotes) là một loài bướm đêm thuộc họ Pterophoridae. Nó là loài bản địa của the United States và miền bắc México, bao gồm Arizona, Texas, Florida, Mississippi, South Carolina và Maryland, but has been introduced to Australia để khống chế loài Baccharis halimifolia.
Sải cánh dài 31–42 mm.

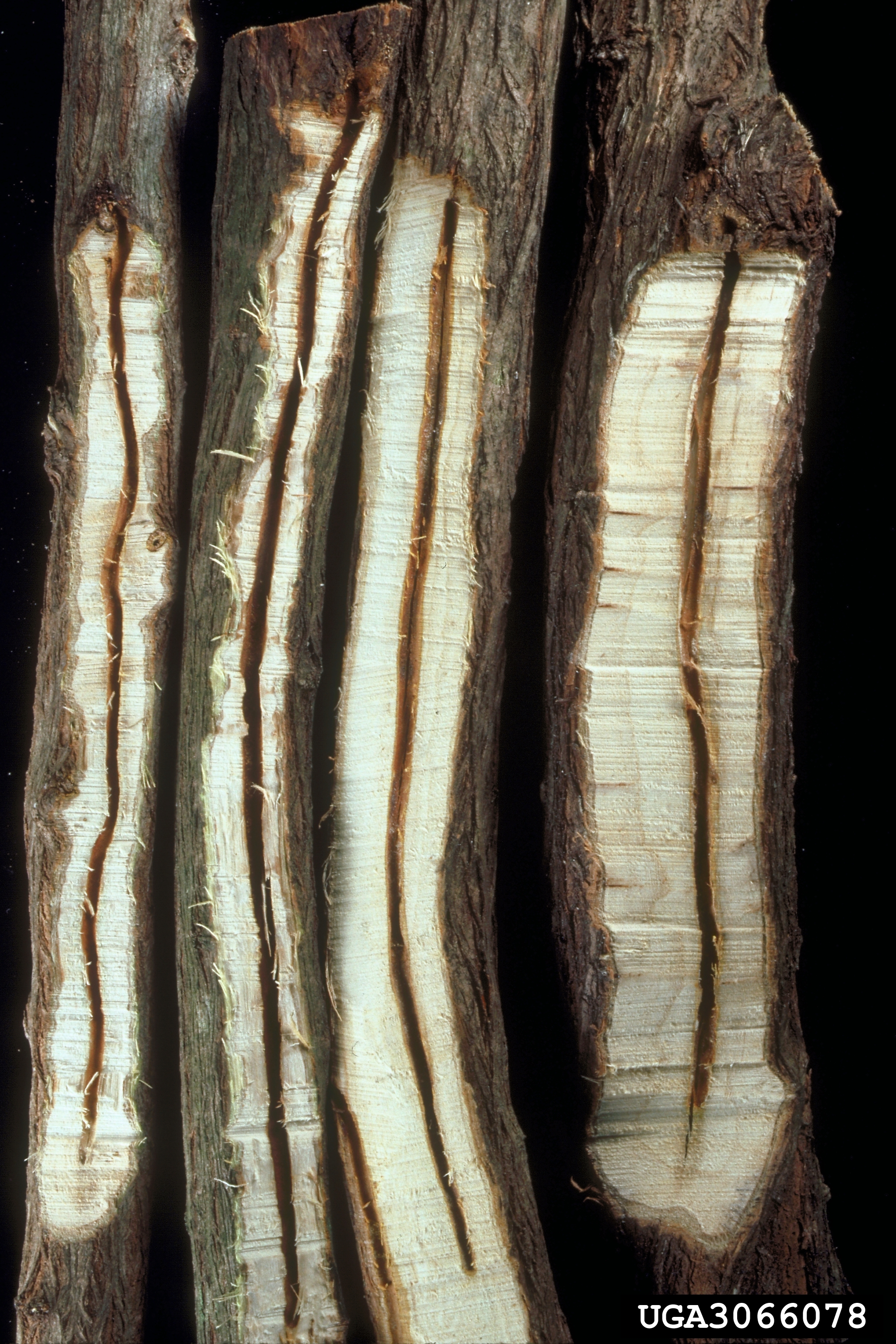
Damage

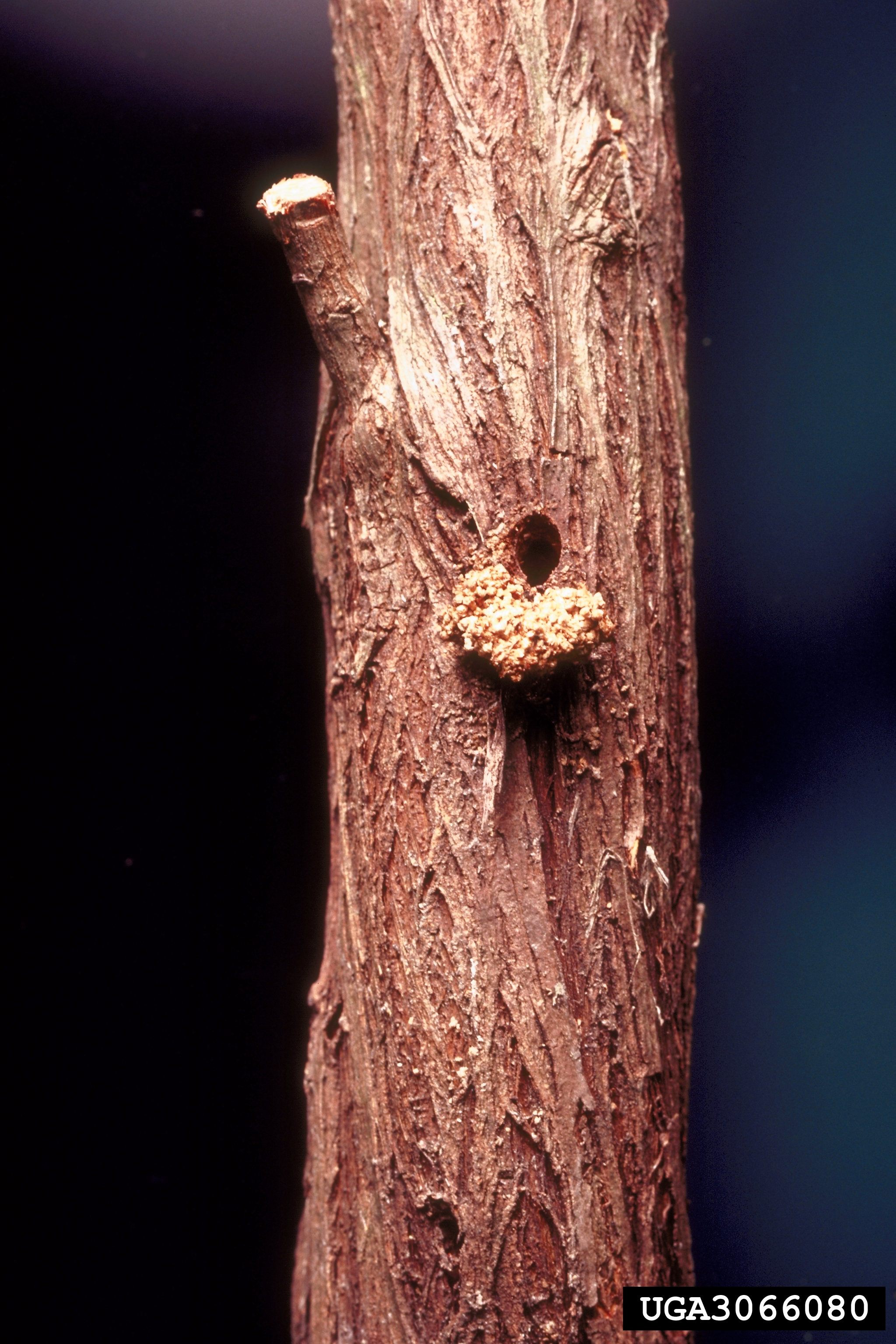
Damage

Ấu trùng ăn các loài Baccharis (bao gồm Baccharis halimifolia, Baccharis salicina, Baccharis neglecta và Baccharis angustifolia) và Myrica. ==Chú thích==
1. ↑  "Journal of the Lepidopterist Society" (PDF). Bản gốc (PDF) lưu trữ ngày 9 tháng 8 năm 2011. Truy cập ngày 25 tháng 1 năm 2011.
2. ↑  Don Herbison-Evans & Stella Crossley (ngày 31 tháng 1 năm 2009). "Hellinsia balanotes". uts.edu.au. Truy cập ngày 20 tháng 2 năm 2009. [liên kết hỏng]